# Mallochia echinulata
Mallochia echinulata är en svampart som först beskrevs av B.G. Dutta & G.R. Ghosh, och fick sitt nu gällande namn av Arx & Samson 1986. Mallochia echinulata ingår i släktet Mallochia och familjen Onygenaceae.   Inga underarter finns listade i Catalogue of Life.